# Schild (Zeichen)

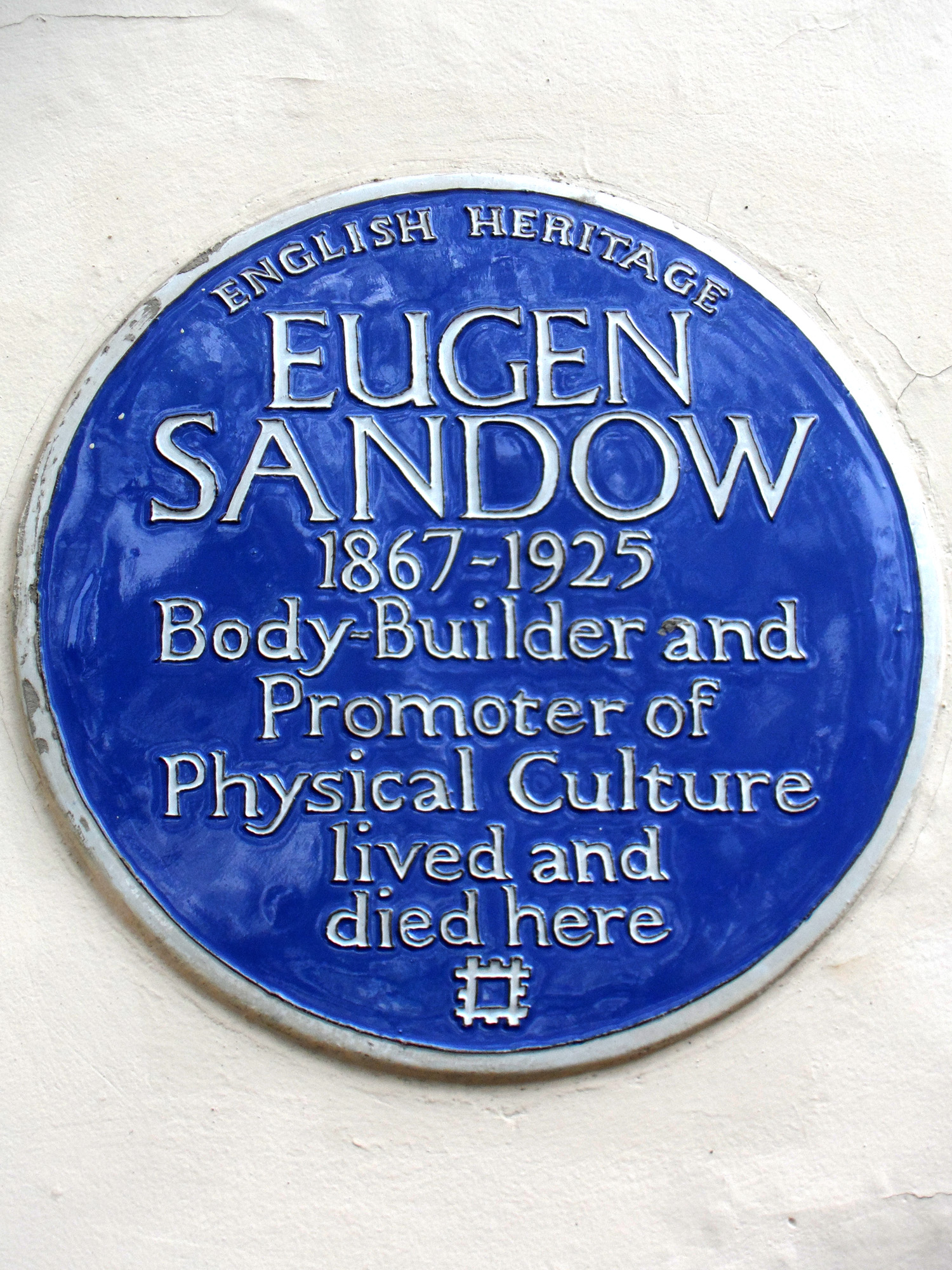
Emailliertes Hinweisschild am Wohnhaus von Eugen Sandow in London

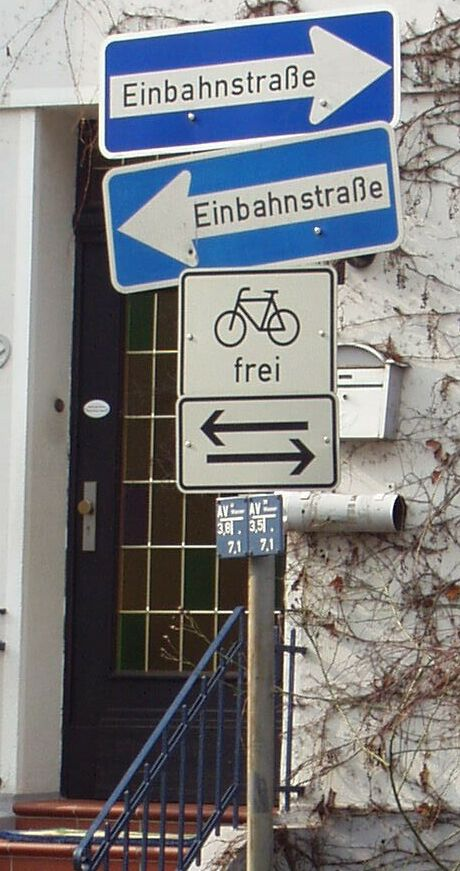
Verkehrsschilder, die Verkehrszeichen zeigen. Darunter Hinweisschilder zu Straßeneinbauten

Ein Schild (Neutrum, Plural Schilder) ist ein Zeichen und Informationsträger in Form einer Tafel, Platte, Plakette oder anderen Trägers, wie beispielsweise eines Zettels, Kärtchens oder einer Folie, das mit einer Aufschrift oder einem Piktogramm versehen ist. In seiner zeitgenössischen Ausführung tritt das Schild auch in elektrischer Form als Leuchttafel oder in elektronischer Form auf Bildschirmen oder LED-Wänden auf. Schilder sind Forschungsgegenstand im Bereich Linguistic Landscape.
Die Beschilderung dient der Information, Dokumentation oder als Signal.

## Etymologie
Das Wort ist sprachlich abgeleitet vom Wort der Schild, das eine flache, tragbare Schutzwaffe bezeichnet, die ggf. mit heraldischen Zeichen versehen ist. Das Wort ist aber im Unterschied dazu sächlich und in dieser Form seit dem 15. Jahrhundert bezeugt. Als Faustregel zur korrekten Verwendung des Genus kann man sich merken, dass ausschließlich das hier beschriebene, im strengen Sinne Informationen übermittelnde Schild sächlich ist. Bei allen anderen verwandten Begriffen, insbesondere auch beim Informationen übermittelnden Wappenschild, heißt es der Schild.

## Spezielle Schilder
Hinweisschilder werden platziert, um den Betrachter an ihrem Ort Informationen zu geben, so beispielsweise Verkehrsschilder mit Verkehrszeichen, welche den Straßenverkehr regeln. Straßenschilder befinden sich neben den Verkehrszeichen im Straßenverkehr, zeigen jedoch nur den Namen einer Straße an. Wegweiser zeigen Richtungen oder Routen an. Warnschilder sind Hinweisschilder, die auf Gefahr hinweisen, und können nicht nur im Straßenverkehr, sondern auch an anderen gefährlichen Orten angebracht sein (Warnung vor Hochspannung, Sturzgefahr), sowie die Gefahrenpiktogramme für Gefahrstoffe wie auch die Bezettelung von Gefahrgut. Schilderbrücken sind große, die Straße überspannende Schilder. Plakate gleichen Werbeschildern, sind jedoch eine meist nur befristet eingesetzte Form von Informationsträgern; in der Regel sind sie auf Papier gedruckt. Reklameschilder etwa tragen Werbung. Plaketten sind kleine Schilder zur Kennzeichnung für Bauteile oder Kleidung, etwa als Typenschilder. Als Label dienen kleine Informationstafeln zur Information über einzelne Objekte in Ausstellungen. Etiketten sind kleine klebende, haftende oder angehängte Schilder. Preisschilder zeigen den Preis eines Produkts an.

### Schautafeln
Schautafeln sind auf Lehrpfaden, an Denkmalen und besonderen Bauwerken oder Anlagen, bei Sehenswürdigkeiten und in Ausstellungen angebrachte Tafeln, die dem Betrachter die Objekte oder Sachverhalte näher erläutern, indem sie in knapper Form die wichtigsten Informationen dazu bereitstellen und erklären. Schautafeln, die hauptsächlich Bilder beinhalten, nennt man Bildtafeln.

### Straßenverkehr
Im Straßenverkehr (Straßenschild) hat die Nichtbeachtung eines Hinweisschildes im Unterschied zu einem Warnschild nicht unbedingt unangenehme Konsequenzen. In der Straßenverkehrsordnung werden Schilder Zeichen genannt. Auch Ortsschilder haben den Charakter von Hinweisschildern, wenn auch mit ihnen einige zusätzliche Vorschriften gekoppelt sind. Im Gegensatz dazu bestehen die Verkehrszeichen.
Hinweisschilder bezeichnen Bauwerke wie Brücken, geben Distanzangaben an Verkehrswegen, weisen den Weg zu Notrufeinrichtungen und zeigen die Fluchtrichtung in Notfallsituationen an.

### Straßeneinbauten
Durch Hinweisschilder zu Straßeneinbauten werden Wasserentnahmestellen der Feuerwehr und Absperrschieber für Versorgungsleitungen (Strom, Gas, Wasser, Fernwärme...) gekennzeichnet.

### Wirtschaft
In der Wirtschaft kommen Reklameschilder vor. Sie haben als Nasenschild wie die Reklamekunst eine lange Tradition. Dazu zählen auch touristische Hinweise und Wegtafeln. Eine besondere, hoheitliche Funktion hat das Amtsschild. 
Maschinen und Arbeitsplätze werden durch Schilder gekennzeichnet. Beispiele für Industrieschilder sind unter anderem Wartungskennzeichen, Inventarkennzeichen, Sicherheitszeichen, Warnschilder, Verbotszeichen, Gebotszeichen, Produktkennzeichen oder Gefahrstoffkennzeichen.

### Sicherheit
Zur Sicherheit gibt es Warnschilder, die auch im Straßenverkehr vorkommen.
An Fahrgeschäften wird auf mögliche Gefahren bei einer Fahrt mit diesen hingewiesen. Diese Schilder sind allerdings auch bei "harmlosen" Fahrgeschäften zu finden und sind oft so gestaltet, dass sie das Fahrgeschäft interessant machen sollen.

## Beispiele

Warnschild mit Warnung vor gefährlicher elektrischer Spannung nach ISO 7010
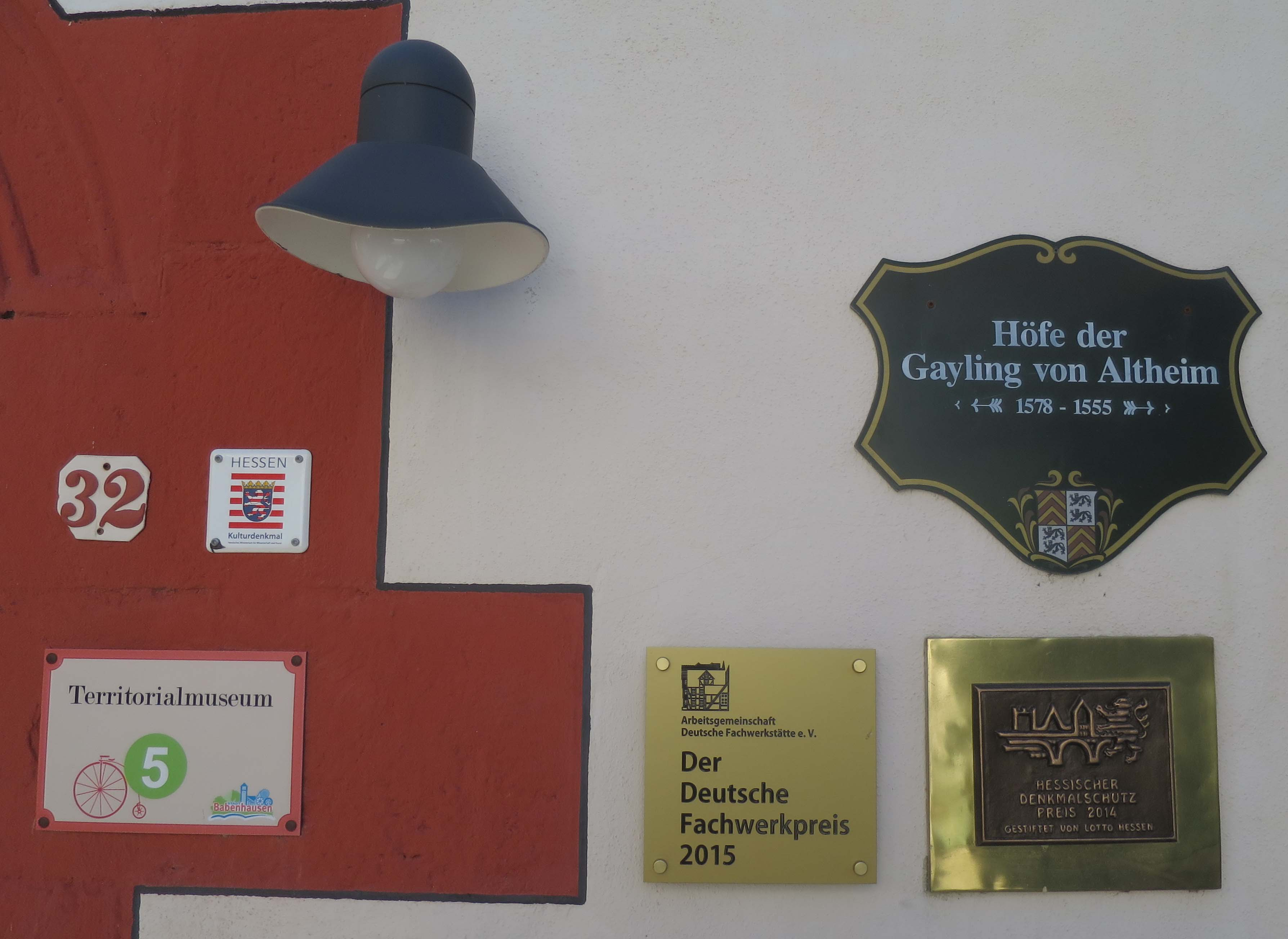
Schilderhäufung am Territorialmuseum in Babenhausen (Hessen)
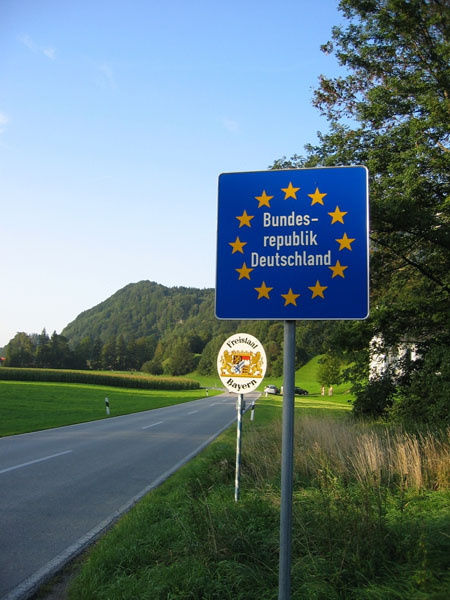
Österreichisch-deutsche Grenze (Bayern)
Hinweisschild für den Beginn einer geschlossenen Ortschaft (Deutschland)
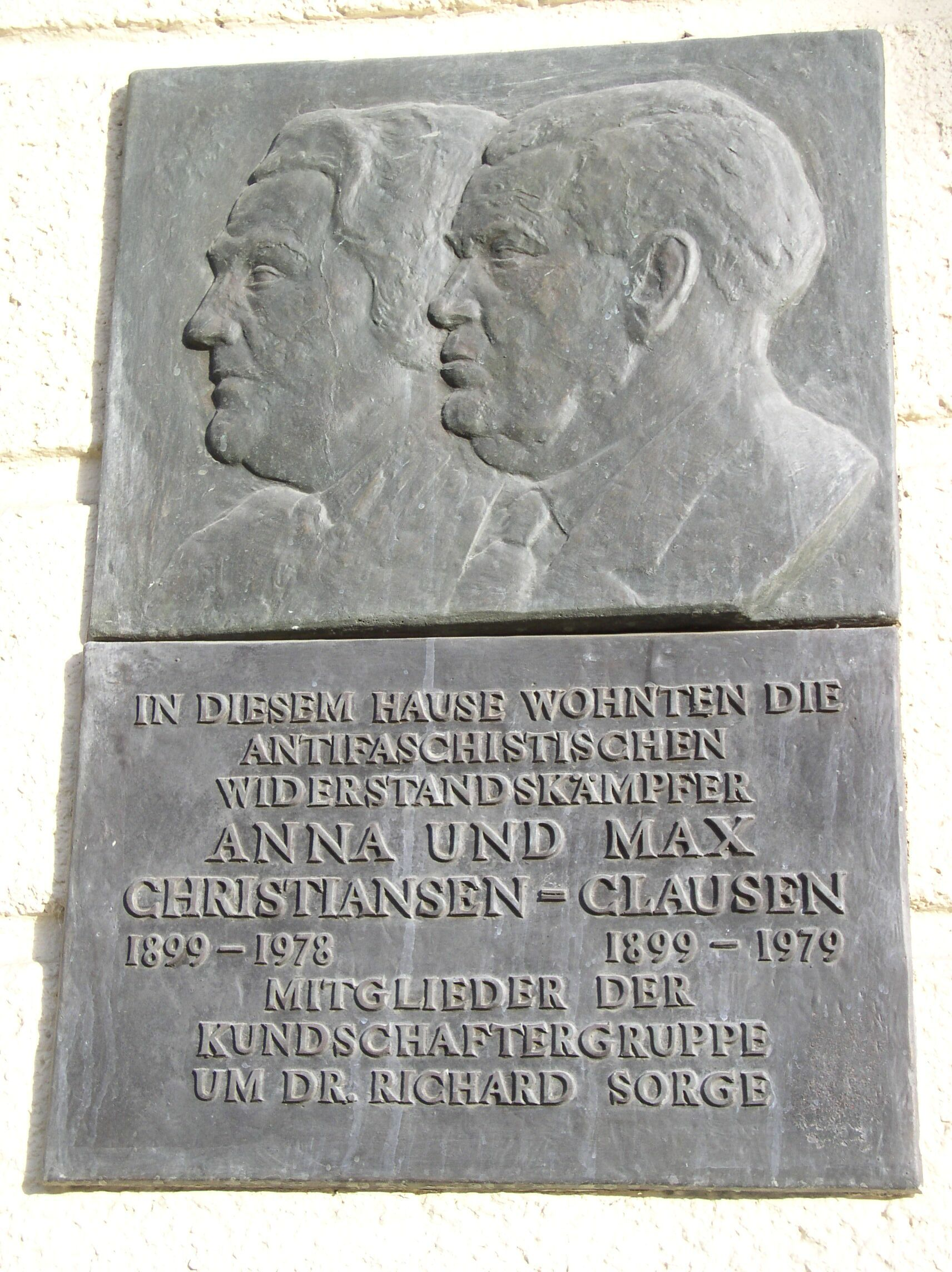
Gedenktafel in der Richard-Sorge-Straße, Berlin
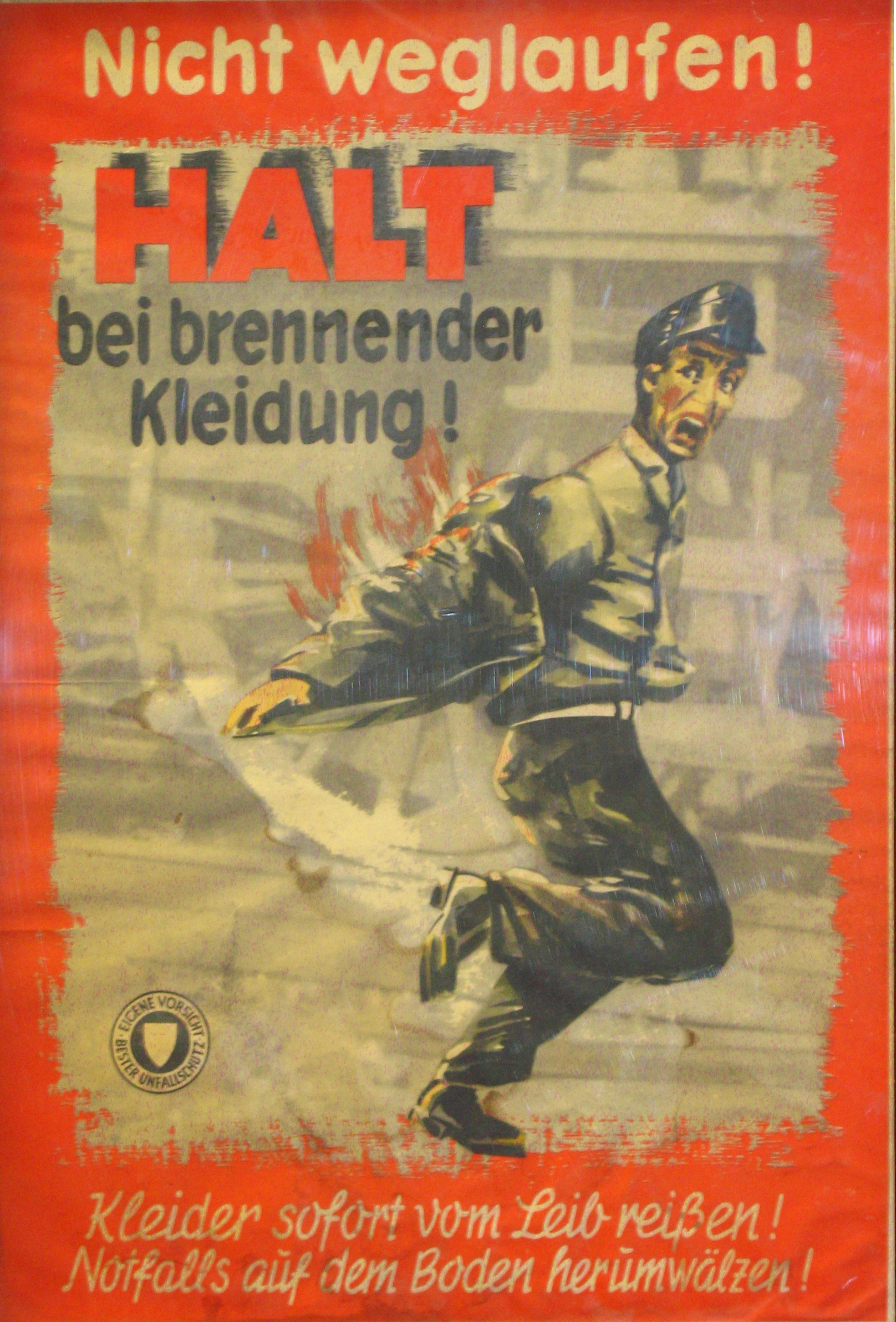
Schild im Eisenbahnmuseum Bochum-Dahlhausen
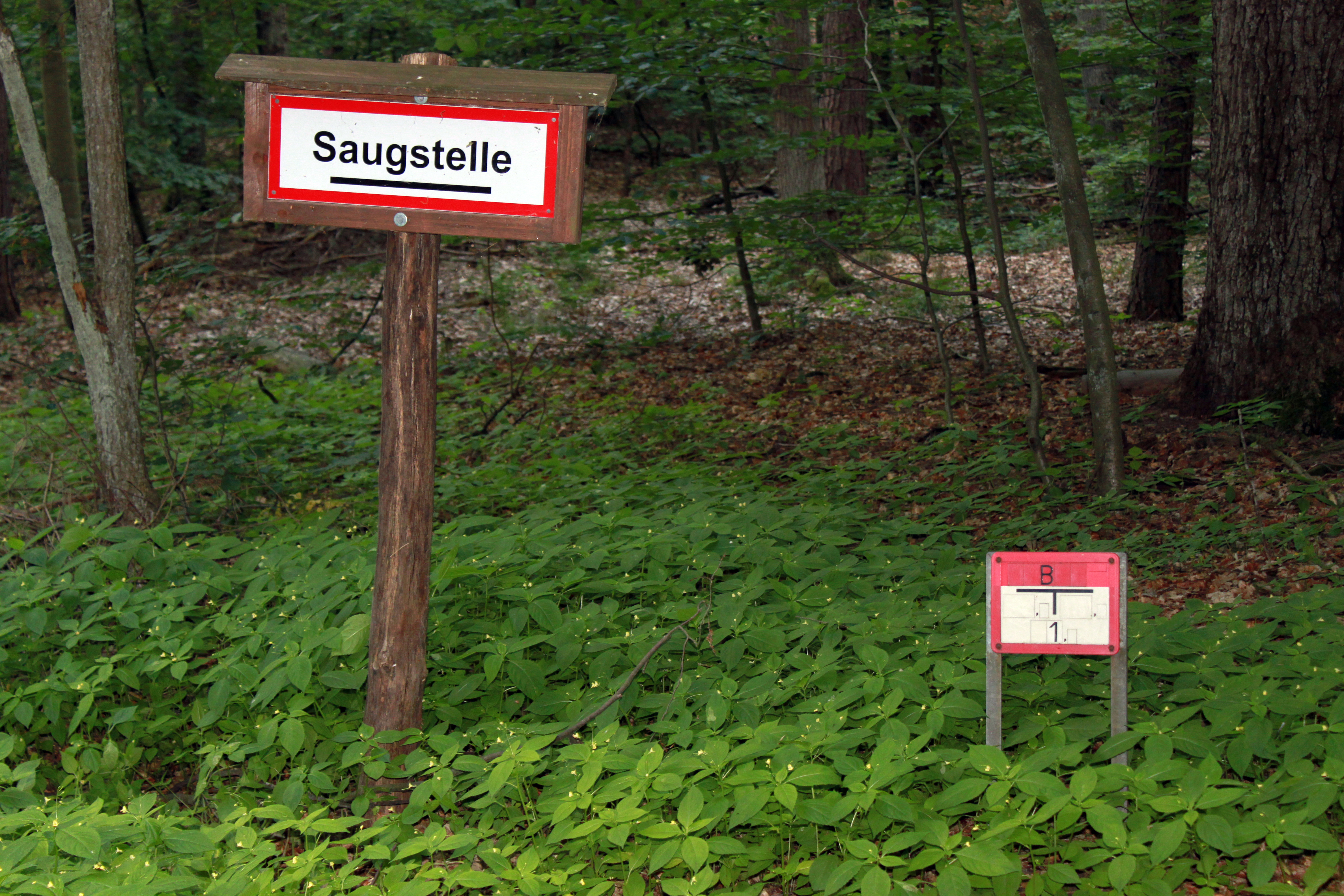
Saugstelle zur Löschwasserentnahme im Tegeler Forst, Berlin
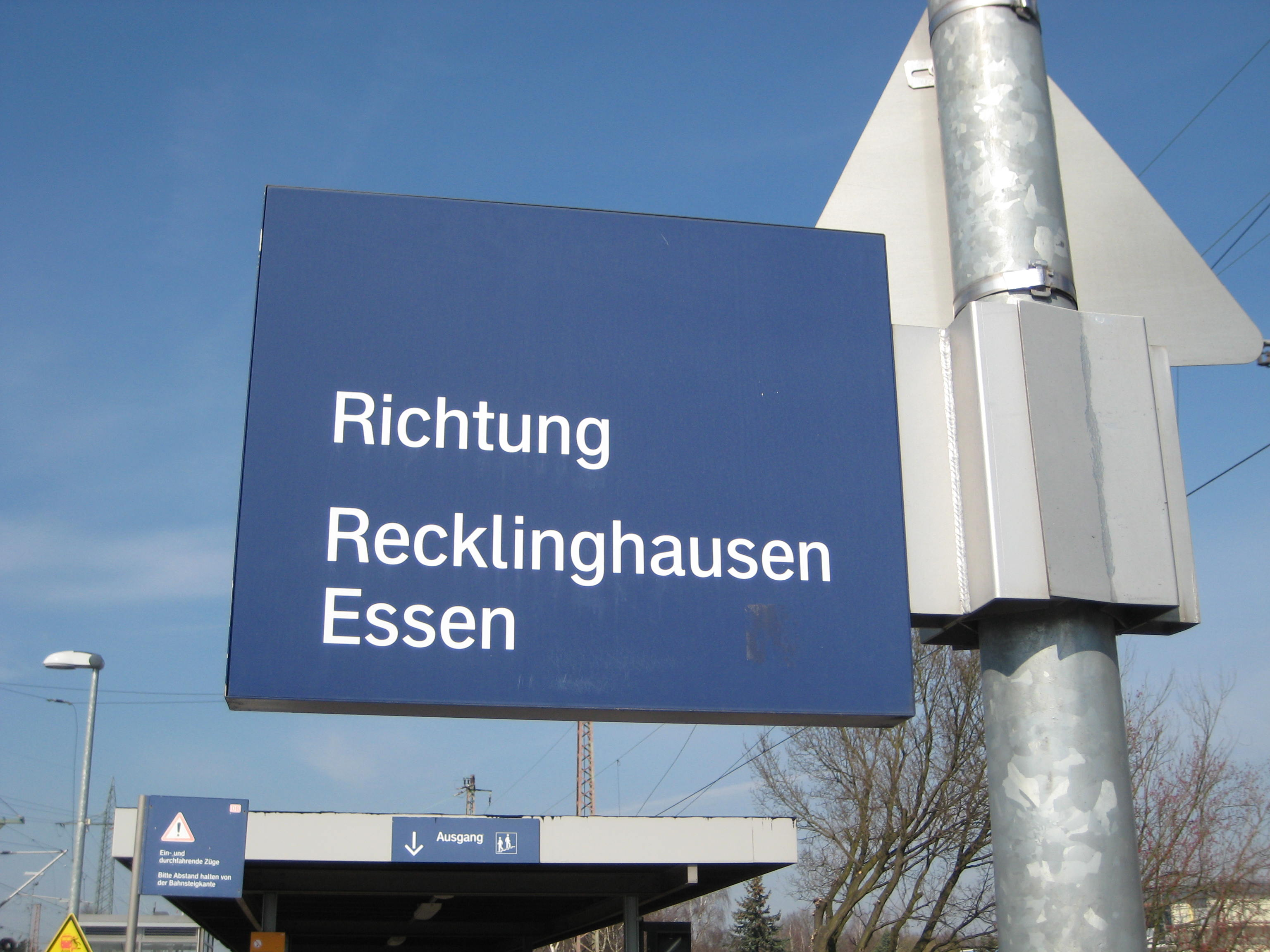
Schild für Fahrtrichtungen an Gleisen/Bahnhöfen, Marl-Sinsen
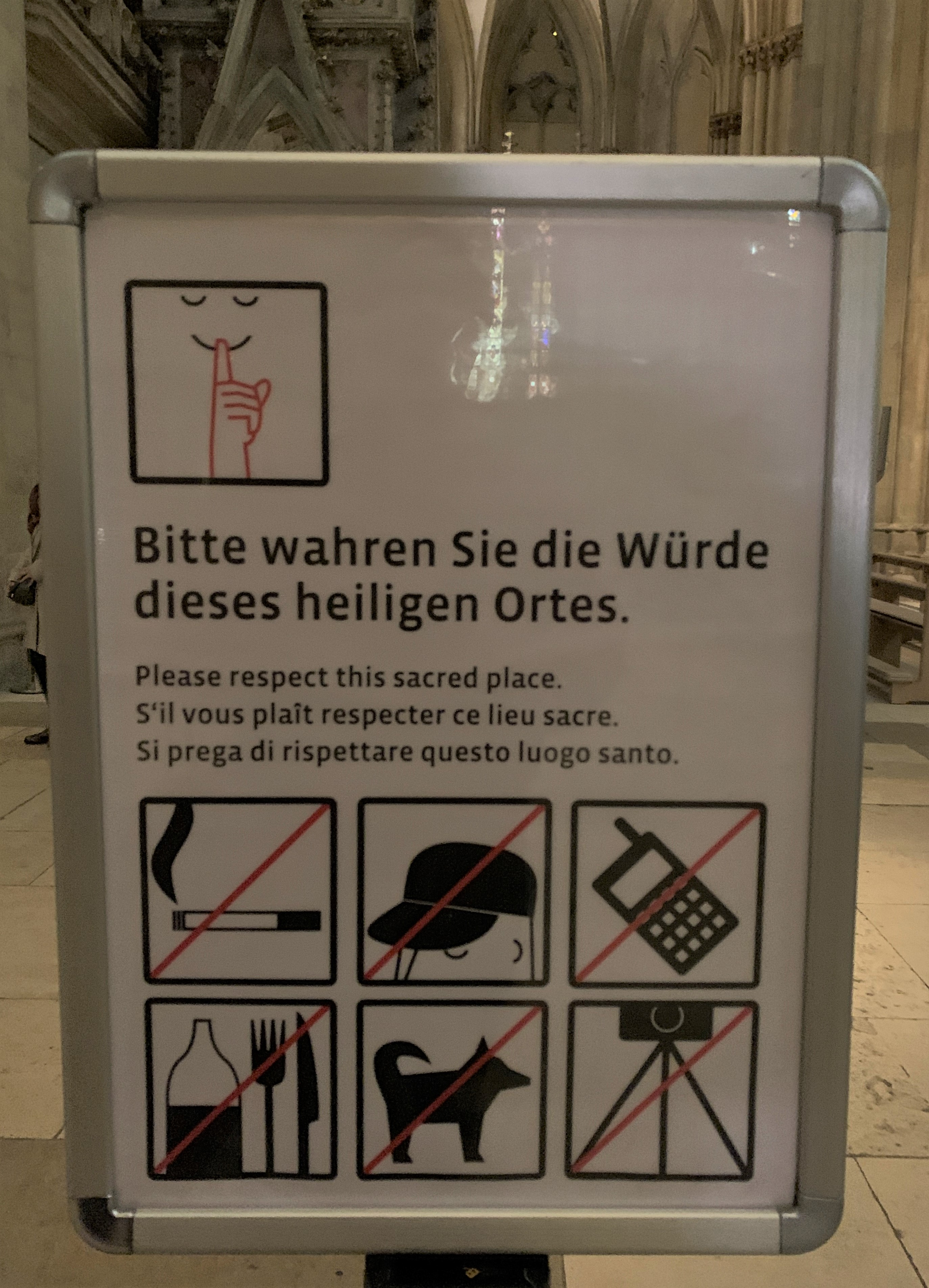
Piktogramme im Regensburger Dom
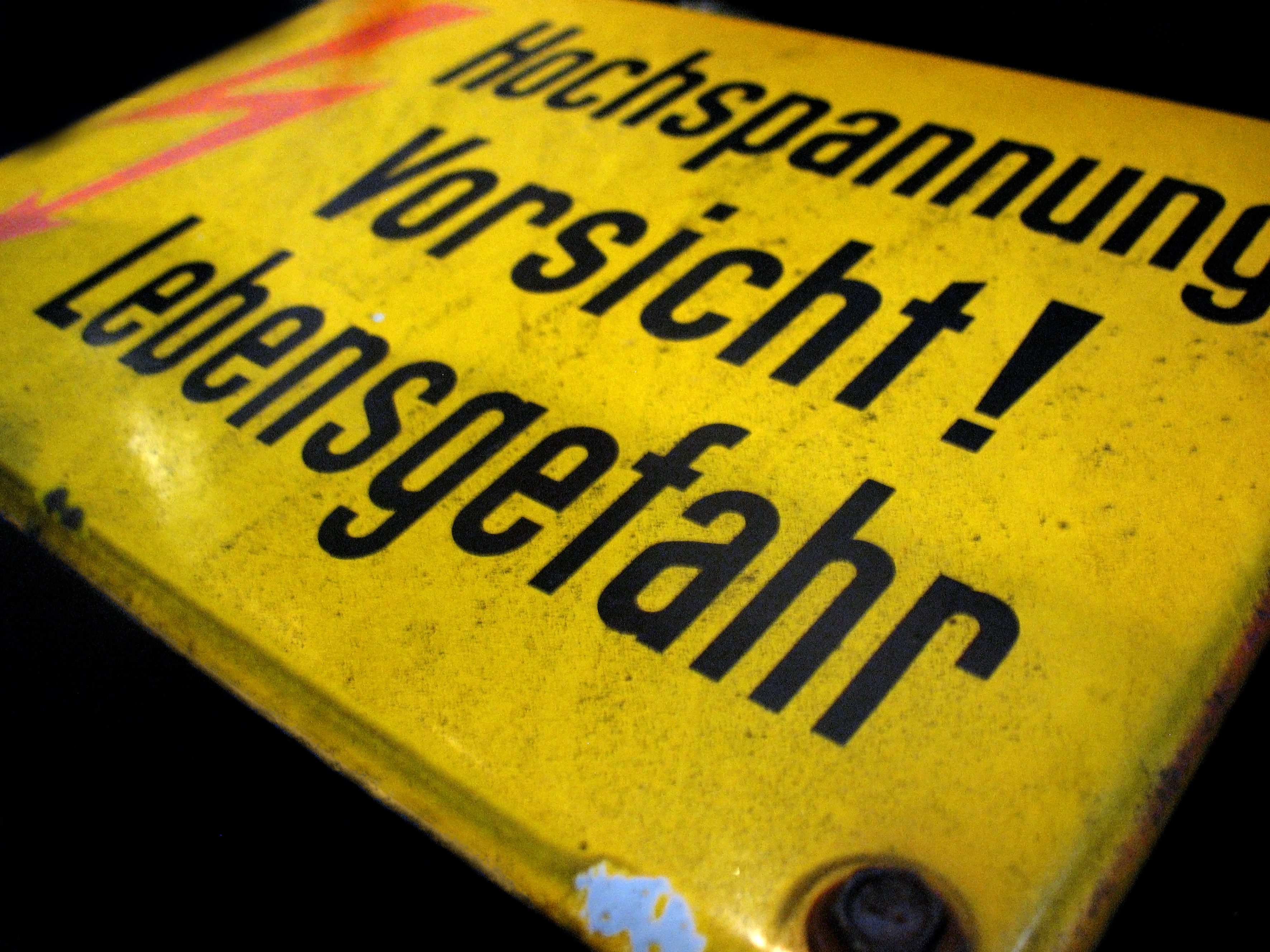
Emaille-Gefahrenschild der Deutschen Reichsbahn: Hochspannung – Vorsicht – Lebensgefahr
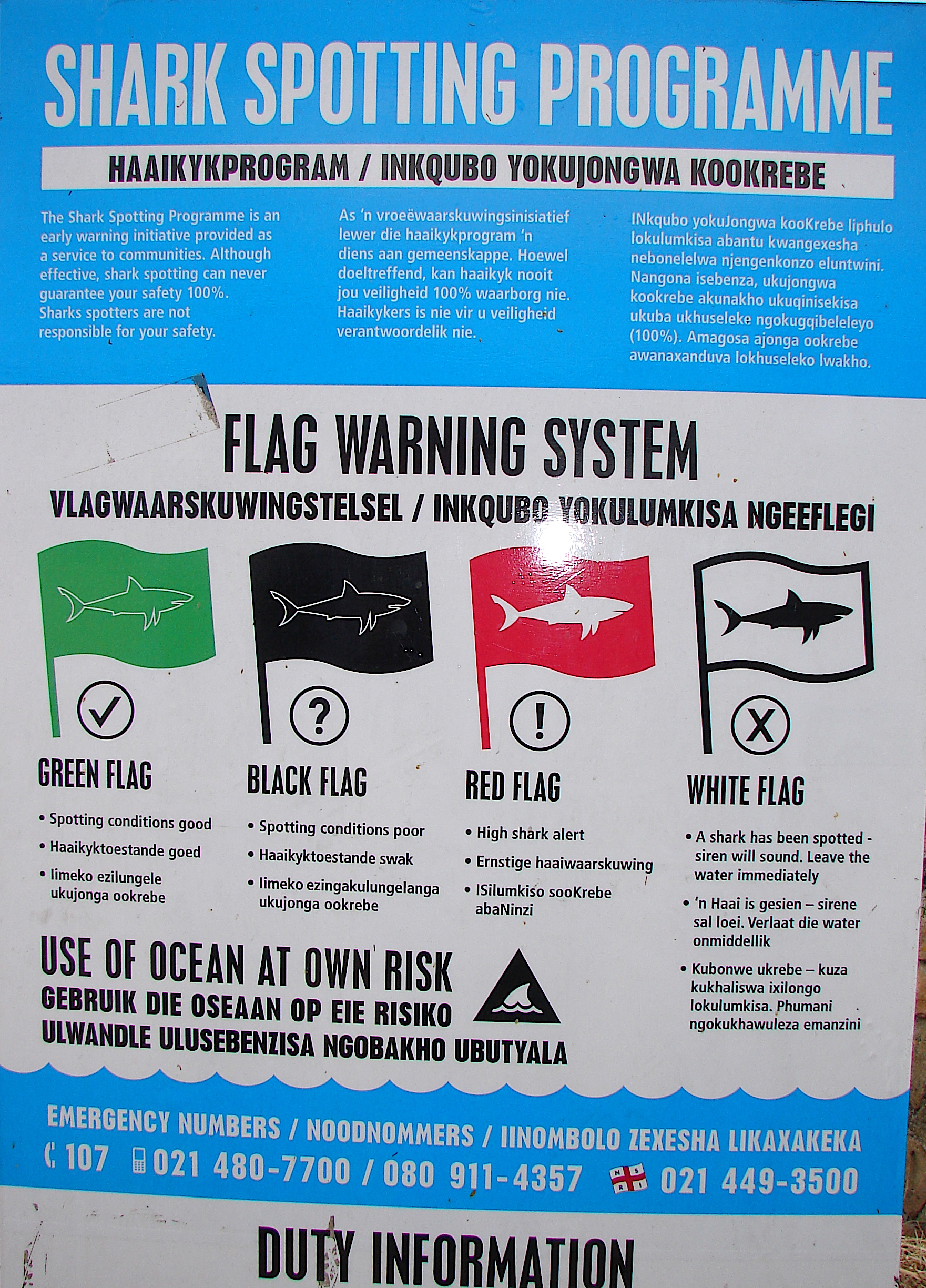
Hai-Warnsystem in Südafrika
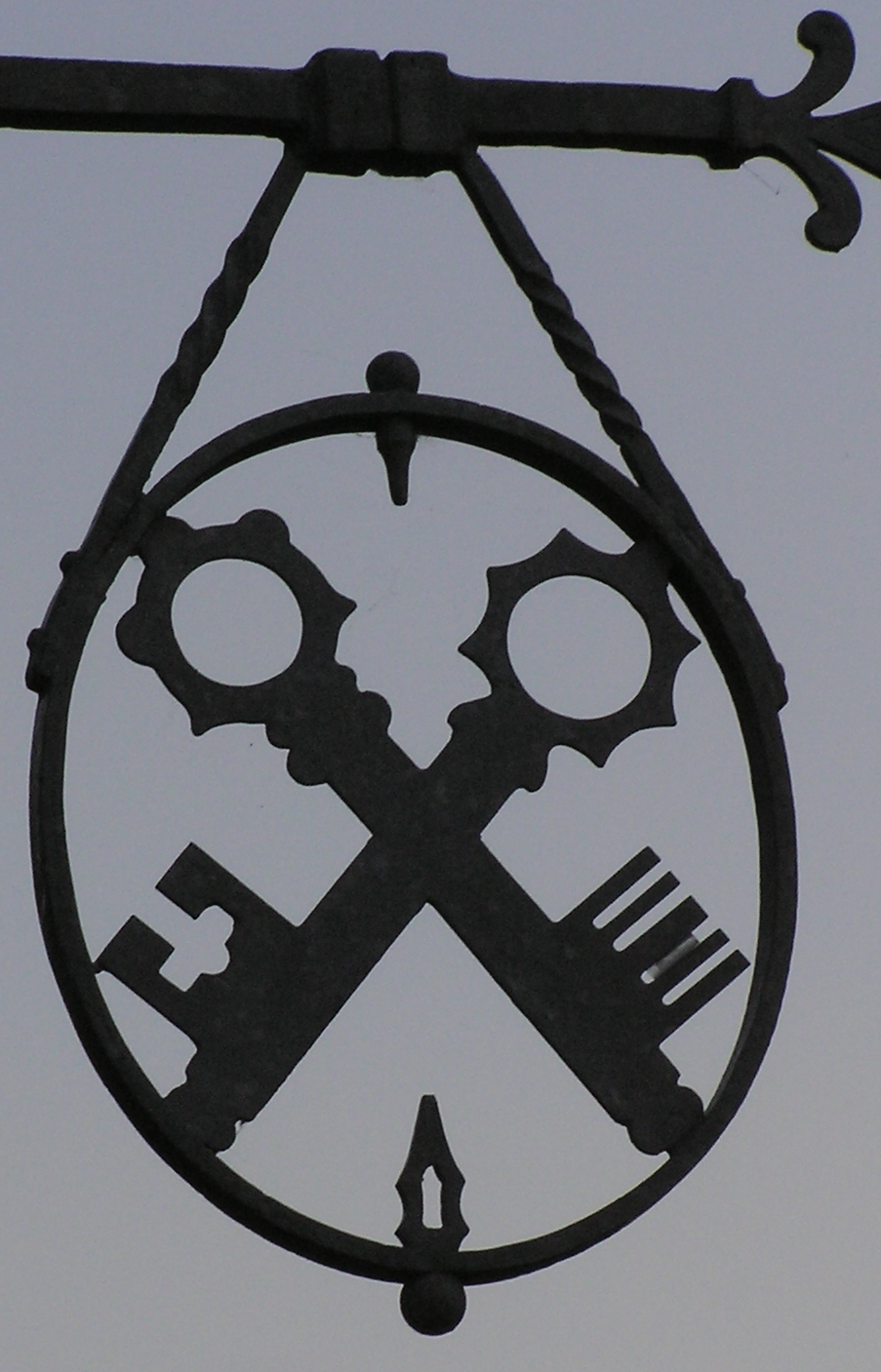
Nasenschild einer Schlosserei
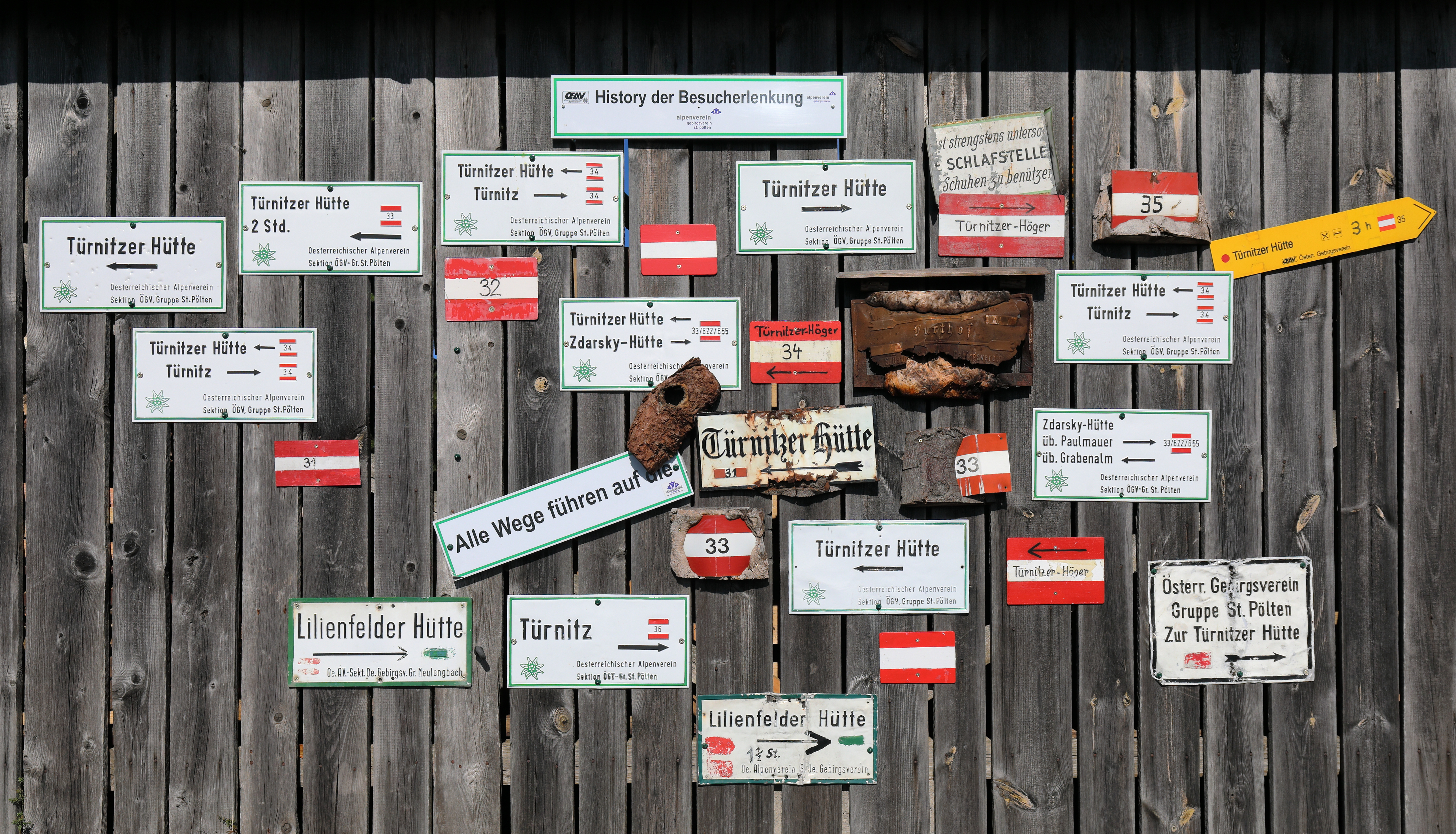
Wegweiser aus mehreren Jahrzehnten
Warnschilder an einer Bankfiliale

## Siehe auch

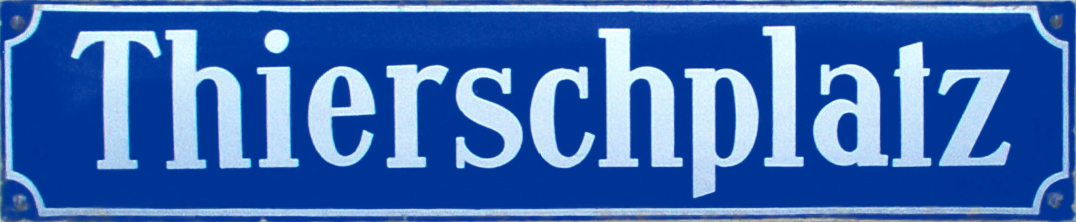
Münchner Straßenschild